# Eldoret FC
Eldoret Football Club w skrócie Eldoret FC – kenijski klub piłkarski istniejący w latach 1975–2002, grający niegdyś w kenijskiej pierwszej lidze, mający siedzibę w mieście Eldoret. Do 1999 roku nosił nazwę Rivatex FC.

## Sukcesy
- Puchar Kenii[1]:
  - zwycięstwo (3): 1990, 1995, 1997.

## Występy w afrykańskich pucharach
| Sezon | Rozgrywki                 | Runda   | Kraj     | Klub             | Dom | Wyjazd | Dwumecz      |
| ----- | ------------------------- | ------- | -------- | ---------------- | --- | ------ | ------------ |
| 1991  | Puchar Zdobywców Pucharów | wstępna | Seszele  | Plaisance FC     | 3–0 | 3–1    | 6–1          |
| 1991  | Puchar Zdobywców Pucharów | 1       | Zambia   | Power Dynamos FC | 1–0 | 2–4    | 3–4          |
| 1996  | Puchar Zdobywców Pucharów | 1       | Sudan    | Al-Mourada SC    | 1–1 | 1–2    | 2–3          |
| 1998  | Puchar Zdobywców Pucharów | 1       | Mozambik | CD Costa do Sol  | 1–0 | 0–1    | 1–1 (k. 2–4) |

## Stadion
Domowe mecze klub rozgrywał na stadionie o nazwie Kipchoge Keino Stadium w Eldoret. Stadion mógł pomieścić 10000 widzów.

## Reprezentanci kraju grający w klubie od 1985 roku
Stan na sierpień 2023.
| - Francis Baraza - Patrick Nachok | - Alfayo Odongo - Sammy Sholei |